# Háló (matematika)

4 elemű halmaz osztályozásaiból képezett háló Hasse-diagramja.

A matematikában a hálónak két egymással ekvivalens definíciója létezik, az egyik rendezési relációkkal (ld. részbenrendezett halmazok) definiálja a háló fogalmát, a másik pedig (amely R. Dedekindtől ered, aki a német Dualgrouppe (duálcsoport, kettőscsoport) elnevezést találta rá ki) kétváltozós műveletekkel, kétműveletes algebrai struktúraként. A részbenrendezett halmazok közül azokat nevezzük hálónak, amelyekre bármely kételemű részhalmazára teljesül, hogy az adott kételemű halmaznak van szuprémuma és infimuma. Ha egy részbenrendezett halmaz bármely részhalmazára (tehát nem csak a kételeműekre) teljesül az, hogy létezik szuprémuma és infimuma, akkor teljes hálóról beszélünk. Az algebrai struktúrák felől megközelítve a háló fogalmát azt mondhatjuk, hogy a hálók olyan struktúrák, amelyekben definiálva van két kétváltozós kommutatív, asszociatív művelet, amelyek eleget tesznek az ún. elnyelési azonosságoknak is.

## Definíció
A háló alábbi két definíciója ekvivalens:

### Definíció részbenrendezett halmazok használatával
Az {\displaystyle (A;\leq )} részbenrendezett halmazt hálónak nevezzük, ha {\displaystyle A} bármely kételemű részhalmazának létezik legkisebb felső korlátja és legnagyobb alsó korlátja.
Az {\displaystyle (A;\leq )} részbenrendezett halmazt teljes hálónak nevezzük, ha {\displaystyle A} bármely részhalmazának létezik legkisebb felső korlátja és legnagyobb alsó korlátja.

### Definíció algebrai struktúrák használatával
Az {\displaystyle (A;\cup ,\cap )} kétműveletes algebrai struktúrát hálónak nevezzük, ha {\displaystyle \cup }, {\displaystyle \cap } kétváltozós műveletek {\displaystyle A}-n, amelyekre tetszőleges {\displaystyle a,b,c\in A} elemekre teljesülnek a következők:
{\displaystyle a\cup b=b\cup a}, {\displaystyle a\cap b=b\cap a} (kommutativitás),
{\displaystyle (a\cup b)\cup c=a\cup (b\cup c)}, {\displaystyle (a\cap b)\cap c=a\cap (b\cap c)} (asszociativitás),
{\displaystyle a\cap (a\cup b)=a}, {\displaystyle a\cup (a\cap b)=a} (elnyelési azonosságok).
Az {\displaystyle \cup } műveletet egyesítésnek, a {\displaystyle \cap } műveletet pedig metszetnek hívjuk.
Ha a két műveletet megcseréljük, akkor a duális hálót kapjuk.

## Példák
- Csoport részcsoportjai a generálás és a metszet művelettel hálót alkotnak. Részbenrendezés: tartalmazás. Létezik a normálosztók hálója is.
- Gyűrű részgyűrűi a generálás és a metszet művelettel hálót alkotnak. Részbenrendezés: tartalmazás. Létezik az ideálok hálója is.
- Vektortér alterei a generálás és a metszet művelettel hálót alkotnak. Részbenrendezés: tartalmazás.
- A természetes számok halmazán két számhoz hozzárendelve azok legnagyobb közös osztóját és legkisebb közös többszörösét két olyan műveletet definiálunk, amelyekkel együtt a természetes számok halmaza hálót alkot. Részbenrendezés: oszthatóság.
- Nemüres halmaz részhalmazai hálót alkotnak a halmazelméleti unió és metszet műveletekkel. Részbenrendezés: tartalmazás.

## Tulajdonságok
- A hálóaxiómákból következik, hogy a háló mindkét művelete idempotens, azaz

{\displaystyle a\cup a=a},
{\displaystyle a\cap a=a}.
- az idempotencia következményeként a háló részben rendezhető, ahol {\displaystyle a\leq b} ekvivalens {\displaystyle a\cup b=b}. Erre a rendezésre minden kételemű halmaznak van legkisebb felső korlátja és legnagyobb alsó korlátja.
- A duális háló rendezése a háló rendezésének megfordítása.
- {\displaystyle b} fedi {\displaystyle a} -t, ha {\displaystyle a<b} , és nincs {\displaystyle c}, {\displaystyle a<c<b}.

## Hasse-diagramok
A véges rendezett halmazok irányított gráfokkal ábrázolhatók, amiben az elemek a pontok, és egy a-b él akkor létezik, ha b fedi a-t. Ezeket a gráfokat Hasse-diagramoknak nevezzük. Az ilyen gráfok úgy is ábrázolhatók, hogy az összes él felfelé mutasson. Így is szokás ábrázolni őket, de irányítás nélkül.

## Speciális hálók
Az L háló disztributív, ha mindkét művelet disztributív a másikra:
{\displaystyle a\cup (b\cap c)=(a\cup b)\cap (a\cup c)} minden {\displaystyle a,b,c\in L} és
{\displaystyle a\cap (b\cup c)=(a\cap b)\cup (a\cap c)} minden {\displaystyle a,b,c\in L} -re.
Az L háló moduláris, ha:
{\displaystyle a\leq c\Longrightarrow a\cup (b\cap c)=(a\cup b)\cap c} minden {\displaystyle a,b,c\in L} -re.
Ez ekvivalens a következővel:
{\displaystyle a\geq c\Longrightarrow a\cap (b\cup c)=(a\cap b)\cup c} minden {\displaystyle a,b,c\in L} -re.
{\displaystyle a\cup (b\cap (a\cup c))=(a\cup b)\cap (a\cup c)} minden {\displaystyle a,b,c\in L} -re.
{\displaystyle a\cap (b\cup (a\cap c))=(a\cap b)\cup (a\cap c)} minden {\displaystyle a,b,c\in L} -re.
A disztributivitásból következik a modularitás, de fordítva nem.
Az L háló teljes, ha tetszőleges részhalmazának van legkisebb felső korlátja és legnagyobb alsó korlátja is. Ezt a tulajdonságot az egész hálóra alkalmazva kapjuk, hogy van legnagyobb és legkisebb eleme.

## Speciális elemek
Ha az egyesítésnek van neutrális eleme, akkor ezt a háló nullelemének (0) nevezzük. Ha létezik, akkor egyértelmű, és a háló legkisebb eleme. Duálisan, ha a metszetnek van neutrális eleme, akkor az a háló egységeleme (1). Ez szintén egyértelmű, ha létezik, és a háló legnagyobb eleme.
Ha az L hálóban van 0 és 1, és valamely a elemhez van b elem, hogy
{\displaystyle a\cap b=0} és {\displaystyle a\cup b=1},
akkor b-t a komplementerének hívjuk. Ha L minden elemének van komplementere, és az egyértelmű, akkor az L háló komplementumos.
A komplementumos disztributív háló Boole-háló, más néven Boole-algebra.

## Homomorfizmusok és részhálók
Legyen {\displaystyle (L,\sqcup ,\sqcap )} és {\displaystyle (M,\cup ,\cap )} két háló. Ha az {\displaystyle f:L\to M} függvényre teljesül, hogy
{\displaystyle f(a\sqcup b)=f(a)\cup f(b)}
{\displaystyle f(a\sqcap b)=f(a)\cap f(b)},
akkor f hálóhomomorfizmus. Ha f bijektív, akkor izomorfizmus.
A hálóhomomorfizmusok rendezéstartók, azaz monoton függvények: ha
a ≤ b, akkor f(a) ≤ f(b).
Ez az állítás nem fordítható meg, azaz nem minden monoton hálófüggvény homomorfizmus.
M részhálója L-nek, ha zárt az L-beli műveletekre nézve, azaz minden a és b elemére
a {\displaystyle \cup } b és a {\displaystyle \cap } b eleme M-nek.
M háló az L-beli műveletek M-re vett leszűkítésével.

## Lásd még
- Disztributív háló
- Moduláris háló
- Atomos háló